# Pitkovická stráň
Přírodní památka Pitkovická stráň zahrnuje skalní ostroh severozápadně od pražské čtvrti Pitkovice na pravém břehu údolí Pitkovického potoka. PP Pitkovická stráň je součástí přírodního parku Botič-Milíčov a nachází se na turistické stezce „Povodím Botiče.“ Chráněným územím byla Pitkovická stráň vyhlášena v roce 1969 díky svému vzácnému xerotermnímu stepnímu společenstvu, z něhož jsou nejcennější koniklec luční český (Pulsatilla pratensis subsp. bohemica), křivatec český (Gagea bohemica) a chrpa chlumní (Centaurea triumfettii). O lokalitu se stará 4. základní organizace ČSOP.

## Lokalita
Přírodní památka Pitkovická stráň se nachází na JV okraji Prahy mezi obcemi Pitkovice a Křeslice. Jedná se o skalní ostroh, dříve zvaný Belveder, který se rozléhá vedle bývalého lomu na pravém břehu Pitkovického potoka. Stráň je ve vzdálenosti cca 300 m od zástavby. Z jedné strany na ní navazuje porost borovice černé, dubu zimního a akátu, z opačné strany pak doubrava a lom. V horní partii stráň hraničí s polem. Přírodní památka Pitkovická stráň byla vyhlášena v roce 1969 výnosem Ministerstva Kultury ČSR čj. 13360/68-II/2 a jeho celková rozloha je 5525 m². Pitkovická stráň je zahrnuta v přírodním parku Botič-Milíčov dle vyhlášky Národního výboru hlavního města Prahy č.3/1984 Sb.
V geologickém podloží Pitkovické stráně převažují jílovité břidlice, prachovce a droby z období prvohor. Díky jižní orientaci je xerotermním (tzn. suchomilným a teplomilný) stanovištěm, které poskytuje vhodné podmínky k životu vzácným chráněným druhům rostlin i živočichů. Nejcennější je tato lokalita kvůli výskytu koniklece lučního českého (Pulsatilla pratensis subsp. bohemica), křivatce českého (Gagea bohemica) a chrpy chlumní (Centaurea triumfettii).

## Historie

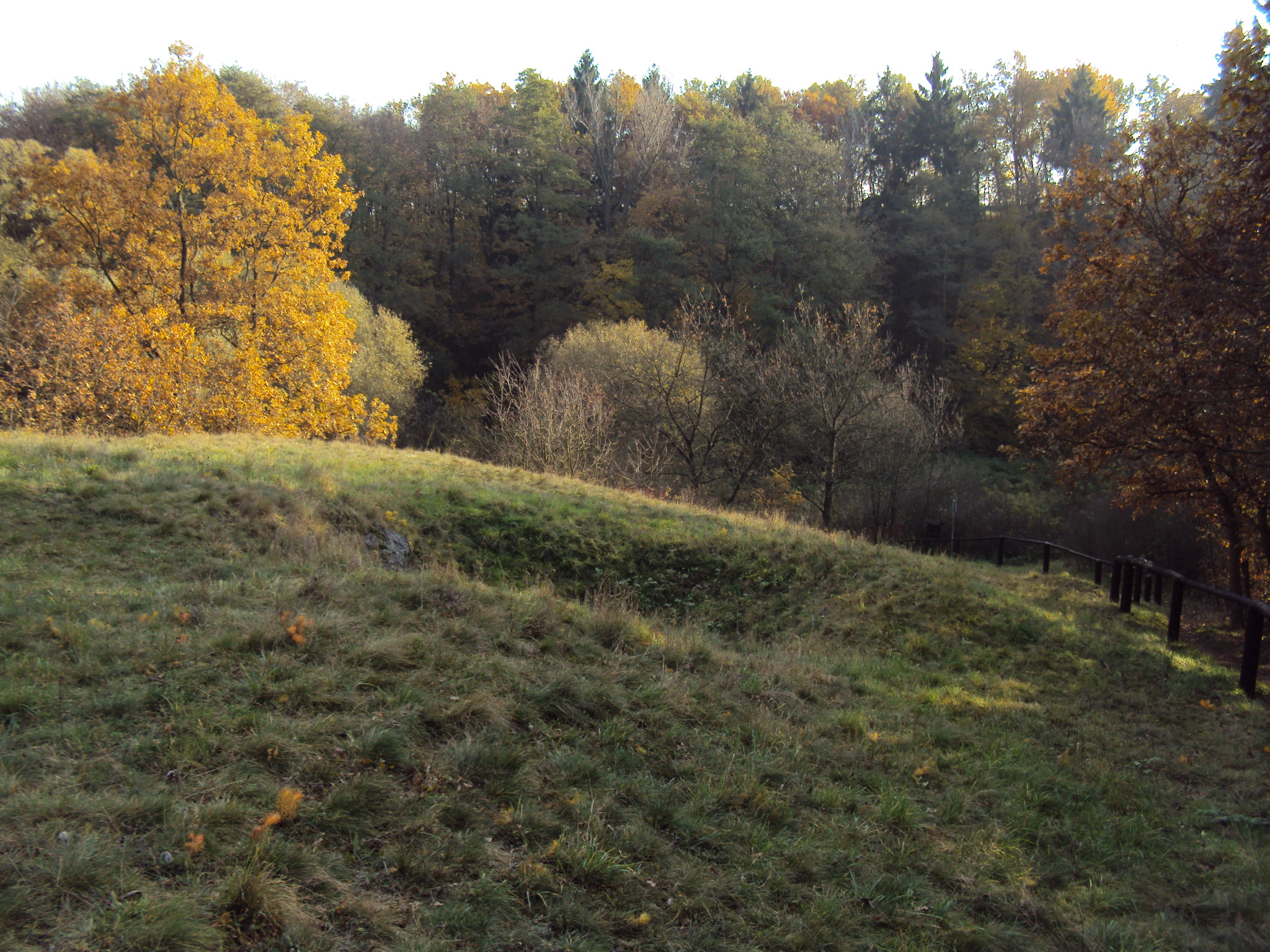
Pitkovická stráň

Lokalita přírodní památky a jejího okolí byla zejména v době před vyhlášením chráněného území hospodářsky využívána. Až do roku 1947 se na svazích podél potoka rozléhaly pastvy s travobylinným pokryvem, který spásaly ovce, kozy a hovězí dobytek. Zhruba mezi lety 1920 a 1970, byla lokalita uměle zalesňována nevyhovujícími dřevinami, např. akátem, borovicí černou nebo modřínem. Těžba ve zdejším lomu trvala do roku 1940. Během následujícího válečného období byla vlastní xerotermní stráň poškozena zákopy vybudovanými pro vojenská cvičení. Jámy jsou dnes již zatravněné, ale stále patrné. Stráň byla v roce 1969 vyhlášena chráněným nalezištěm (CHN) koniklece lučního (Pulsatilla pratensis) a xerotermních rostlinných společenstev. Dřívější kategorii CHN nahradila, dle zákona o ochraně přírody a krajiny 114/1992 Sb., kategorie přírodní památka. Intenzivní management ochrany území započal v 80. letech 20. století vytrháváním náletových a výmladkových dřevin. V roce 1978 bylo vybudováno první hrazení a postupně se realizovala osvětová činnost mající za cíl mimo jiné zabránit zahrádkářům v trhání koniklece. Od roku 1990 se o údržbu a zachování PP stará 4.základní organizace Českého svazu ochránců přírody.

## Přírodní podmínky a předměty ochrany
PP Pitkovická stráň vykazuje průměrný roční úhrn srážek 550–650 mm a průměrné roční teploty vzduchu 8,3–8,8 °C. Dle fytogeografického členění se jedná o okres 64, resp. podokres 64a Průhonická plošina. Zdejší společenstvo zvané Pulsatillo pratensis-Avenochloetum pratensis ze svazu Koelerio-Phleion demonstruje přechod mezi severněji položeným termofytikem a mezofytikem, neboli klimatické rozhraní mezi suchou, mírně teplou oblastí s mírnou zimou a mezi suchou, mírně teplou oblastí s převážně mírnou zimou.
Dle nejnovějšího průzkumu se teplomilné druhy stěhují pryč od této klimatické hranice, tedy severním směrem. Dále na stráni ubylo, vzhledem k zmíněnému intenzivnímu managementu ochrany přírody, proti roku 1981 40 % druhů. Snížení biodiverzity se ale netýká kýžených chráněných druhů.
V pražském ÚSES je PP Pitkovická stráň zapsána jako funkční lokální biocentrum (č. 120) a údolí Pitkovického potoka je v úseku mezi Pitkovičkami a soutokem s Botičem vedeno jako biokoridor (č. 41).

### Flóra

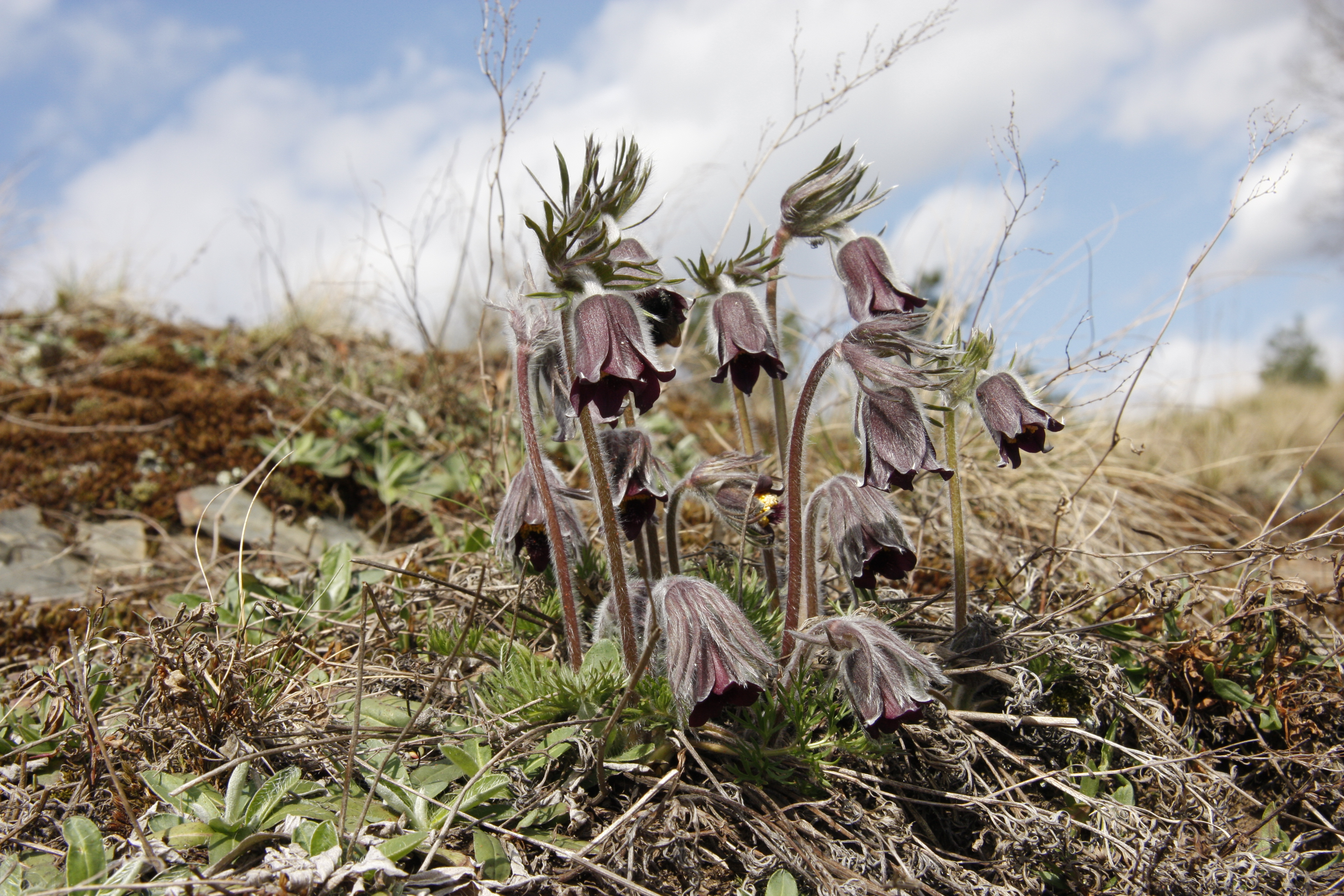
Koniklec luční český

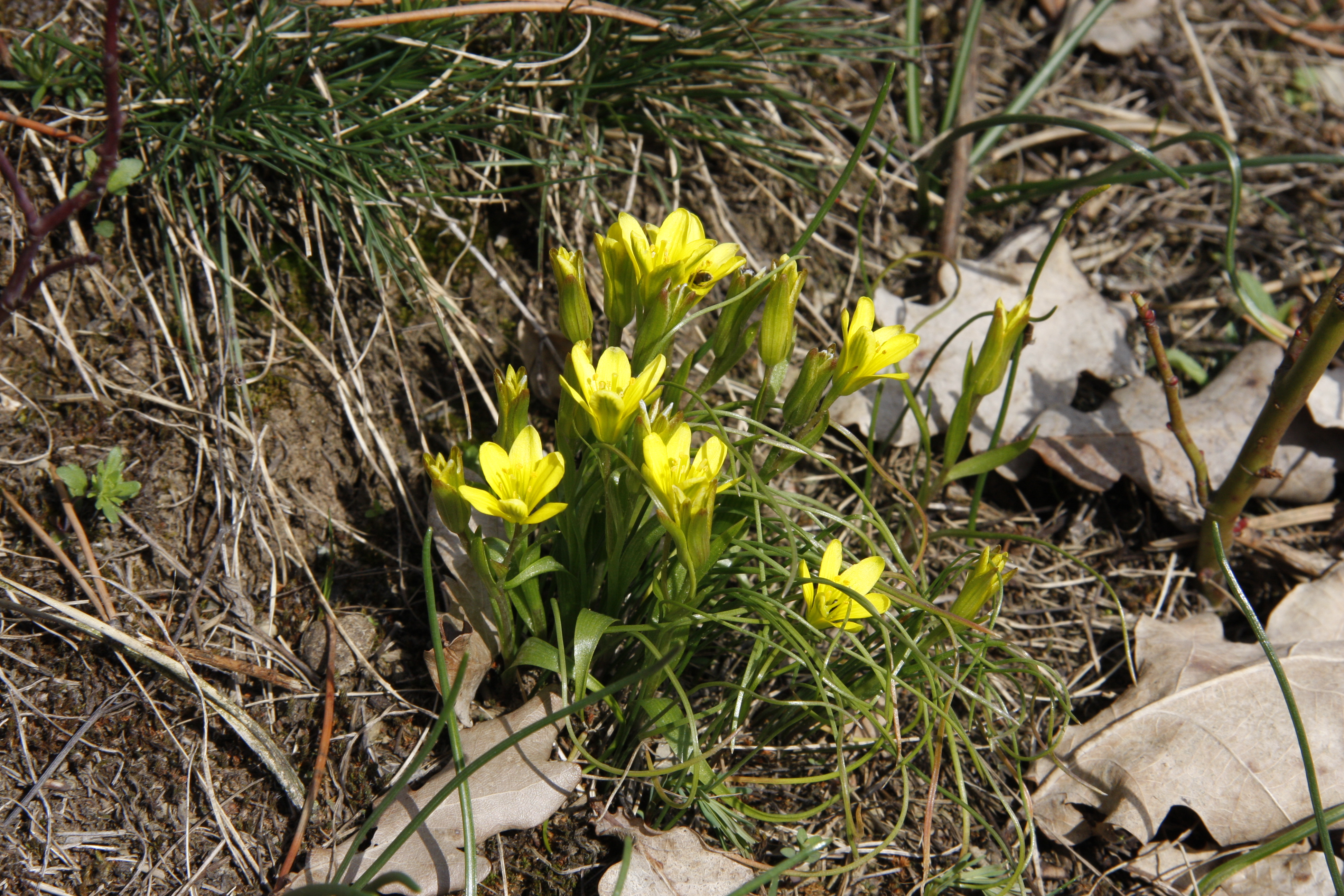
Křivatec český

Nejvýznamnější vyšší rostliny nalézající se na PP Pitkovická stráň:
- Koniklec luční český (Pulsatilla pratensis subsp. bohemica): čeleď pryskyřníkovité, vytrvalá jedovatá bylina se stříbřitými chloupky na 8–15 cm vysokém stonku, kvete tmavě fialově od března do května. Je silně ohrožený (C2), pozorován zejména na jižní Moravě.[9] Pitkovická stráň představuje západní hranici jeho areálu (dříve zasahoval až do Hostivaře[8]), má zde hojný výskyt, populace je odhadována až na 5,5 tisíce květů.[5]
- Křivatec český (Gagea bohemica): čeleď liliovité, nachází se zejména v okolí Prahy a na jižní Moravě. Vytrvalá, žlutě kvetoucí bylina, silně ohrožená (C2).[10] Kromě Pitkovické stráně bývá dle občanů i na skalce v Křeslicích.
- Chrpa chlumní (Centaurea triumfetii): čeleď hvězdnicovité, výskyt zejména na jižní Moravě. Vytrvalá, ohrožená bylina (C3), kvete v květnu až červnu, koruna je růžovo-fialová.[9].

Z dalších významných zástupců flóry lze jmenovat jetel alpínský (Triforium alpestre, C4a = méně ohrožený), mochnu písečnou (Potentilla incana, C4a), rozrazil klasnatý (Pseudolysimachion spicatum, C4a) nebo houbu škárku hvězdicovitou (Mycenastrum corium).

### Fauna
Pitkovická stráň hostí zejména bezobratlé druhy živočichů jako jsou hlemýžď zahradní (Helix pomatia), střevlíkovití (Ophonus puncticollis, Harpalus subcylindricus), mandelinky (Cryptocephalus fulvus) a nosatci (Apion pubescens, Otiorhynchus conspersus); vyskytuje se tu i ještěrka obecná (Lacerta agilis). Biologické výzkumy zde evidují i výskyt chráněného otakárka fenyklového (Papilio machaon), dříve též uváděn dnes již u nás vyhynulý žluťásek barvoměnný (Colias myrmidone). Na chráněný koniklec luční český jsou pak vázaný tři druhy hmyzu a to bejlomorka koniklecová (Dasineura pulsatillae), třásněnka truběnka travní (Haplothrips aculeatus) a neurčený druh čeledi květilkovitých.
Z ptáků lze pozorovat běžného strnada obecného (Emberiza citrinella) či konopku obecnou (Carduelis cannabina).

## Hospodaření

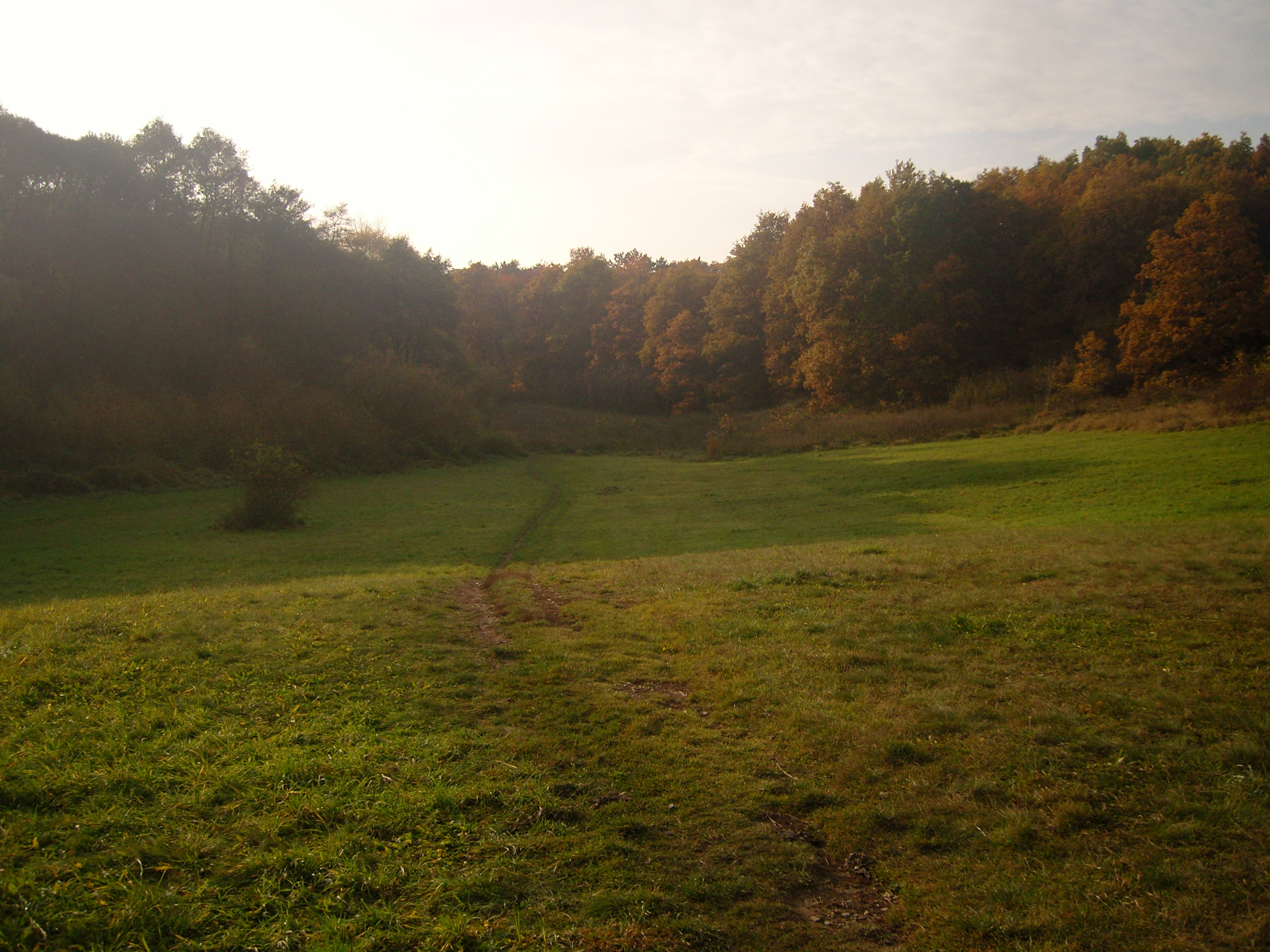
Výhled na doubravu při východním kraji PP Pitkovická stráň

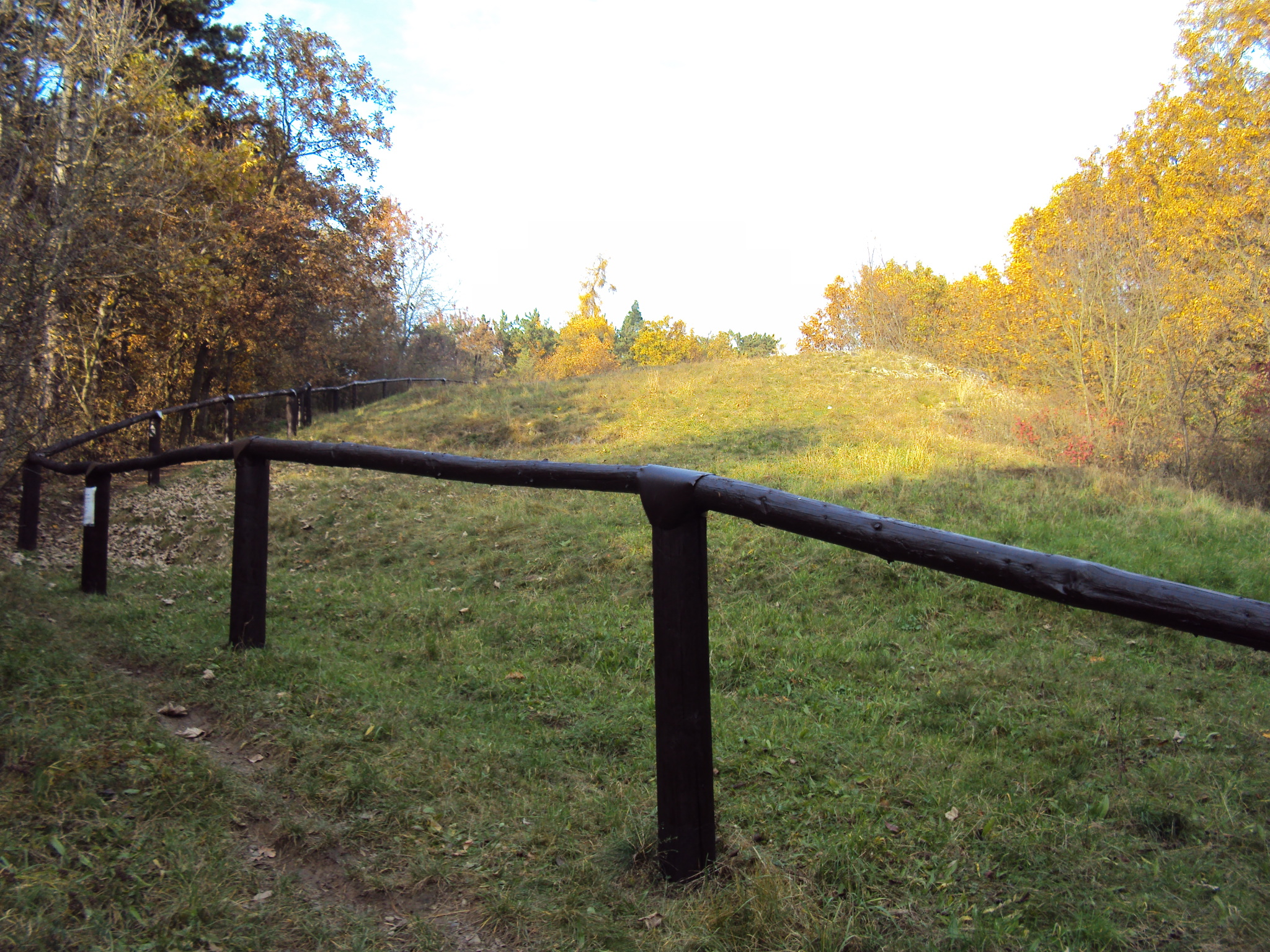
Spodní pohled na PP Pitkovická stráň

Pitkovická stráň je v současné době ohrožena expanzí ovsíku vyvýšeného (Arrhenatherum elatius) a nálety křovin trnky (Prunus spinosa) a růže. V zájmu prevence zarůstání těmito a dalšími náletovými, invazními a konkurenčně silnými druhy a zachování rozvolněnosti porostu počítá Plán péče (AOPK) o Pitkovickou stráň s třemi způsoby hospodaření.
Zaprvé jde o kosení, v intervalu 1 až 2 roky, a to mozaikovitým způsobem mimo vegetační sezonu (červen–září), který ponechává až třetinu plochy vzrostlou. Zvláště důležité je nesekat rostlinky chrpy chlumní (Centaurea triumfettii) dříve, než vysemení. Zadruhé se jedná o každoroční pastvu kozami (Capra aegagrus hircus) a ovcemi (Ovis ammon f. aries), která působí jako přirozená disturbance a zábrana sukcesi.
Posledním nástrojem je řízené vypalování, které likviduje starou biomasu, urychluje mineralizaci půdy a redukuje houbové patogeny. Vypalování se provádí jednou za 3 až 5 let, maloplošně, ideálně časně zjara, kdy oschne biomasa, ale půda je stále zmrzlá – tak jsou chránění bezobratlí živočichové. Nejvhodnějším způsobem hospodaření je vhodná kombinace výše uvedených postupů.
Jednou za pět až deset let se též doporučuje vyřezat náletové křoviny v oblasti bývalého lomu, zejména trnovník akát (Robinia pseudoacacia).
Co se týče ochrany živočichů, tak bezobratlým vyhovuje mozaiková seč a dostatek různorodých biotopů. Stanoviště ještěrky obecné (Lacerta agilis) se podporuje hromaděním lomového kamene.
Hospodaření zajišťuje 4.základní organizace Českého svazu ochránců přírody s náklady okolo 60 000 Kč za rok.

## Turismus
V Pitkovičkách končí, respektive startuje 6,5 km dlouhá naučná stezka „Povodím Botiče“. Trasa vede od Toulcova dvora podél Botiče a Hostivařské přehrady až k údolí Píkovického potoka. Stezka prošla v roce 2008 celkovou rekonstrukcí zahrnující postavení nových informačních panelů. PP Pitkovická stráň je nejcennějším bodem této stezky.
Pitkovická stráň je kvůli ochraně přírody ohrazená dřevěným plotem a turistům není na její území vstup umožněn. Kvetoucí rostliny jsou však dobře patrné i zpoza plotu.

## Formální problémy
Efektivní ochranu Pitkovické stráně ztěžují některé administrativní nesrovnalosti. Jednak nejsou parcely v katastru nemovitostí vedeny jako chráněné území, jednak je výměra chráněného území dle zřizovacího výnosu pouze 0,51 ha, dle moderního geodetického měření 0,55 ha. Nejzávažnějším nedostatkem je však fakt, že na celou jednu třetinu vzácné xerotermní stráně výměra dle vyhlášky nemyslí. Jedná se část pozemku 252/1 v katastrálním území 773417 - Pitkovice.

## Rozvoj okolí
Obyvatel hlavního města přibývá a zároveň je pozorovatelný jev suburbanizace, tzn. vystěhovávání do periférie. Pitkovice jsou atraktivní lokalitou stejně jako sousední Křeslice a Uhříněves – všechny tyto obce patří do obvodu Praha 22. Byť Strategický plán rozvoje této městské části z roku 2010 přisuzuje Pitkovické stráni „velkou hodnotu“, připouští očekávaný rozvoj obytné zástavby i dopravních koridorů. V Pitkovicích již firma Central Group realizovala projekt Nové Pitkovice s 387 novými byty na východním konci obce (tedy mimo dosah PP), dle Strategického plánu by ale mělo přibýt v rámci dalšího developerského projektu až 300 bytů v oblasti mezi křeslickým Brůdkem, nivou Pitkovického potoka a ulicí Františka Diviše v Uhříněvsi. Pro zabezpečení funkce této nové čtvrti se uvažuje o budování tzv. západní tangenty, která by měla „uvolnit jádrové území Pitkovic od tranzitní dopravy a vyřešit kvalitní veřejnou dopravu v Pitkovicích.“ Další komunikace, která by měla ulevit provozu v obci je propojení centra Křeslic a ulice K Dálnici.
Městská část též plánuje vybudovat in-line dráhu na levém břehu Pitkovického potoka, končit ale bude na v Pitkovičkách, do blízkého okolí PP nezasáhne.
Obecně lze konstatovat, že do budoucna existuje, i přes přijatá opatření, hrozba pro kvalitu lokality kvůli zvýšenému osídlení a s tím souvisejícím provozem.